# Surtur (satélite)
Surtur, também conhecido como Saturno XLVIII, é um satélite natural de Saturno. Sua descoberta foi anunciada por Scott S. Sheppard, David C. Jewitt, Jan Kleyna, e Brian G. Marsden em 26 de junho de 2006 a partir de observações feitas entre janeiro e abril de 2006. Sua designação provisória foi S/2006 S 7.
Surtur tem cerca de 6 km de diâmetro, e orbita Saturno a uma distância média de 22 243 600 km em 1238,575 dias, com uma inclinação de 166,9° com a eclíptica (148,9° com o equador de Saturno), em uma direção retrógrada com uma excentricidade de 0,3680.
Foi nomeado em abril de 2007 a partir de Surt, um líder dos gigantes de fogo da mitologia nórdica.